# Hrafnsdóttir
Hrafnsdóttir ist ein weiblicher isländischer Name.

## Herkunft und Bedeutung
Der Name ist ein Patronym und bedeutet Hrafns Tochter. Die männliche Entsprechung ist Hrafnsson (Hrafns Sohn).

## Namensträgerinnen
- Sigrún Huld Hrafnsdóttir (* 1970), isländische Para-Schwimmerin
- Tinna Hrafnsdóttir (* 1975), isländische Schauspielerin, Regisseurin und Drehbuchautorin